# Mała Moskwa

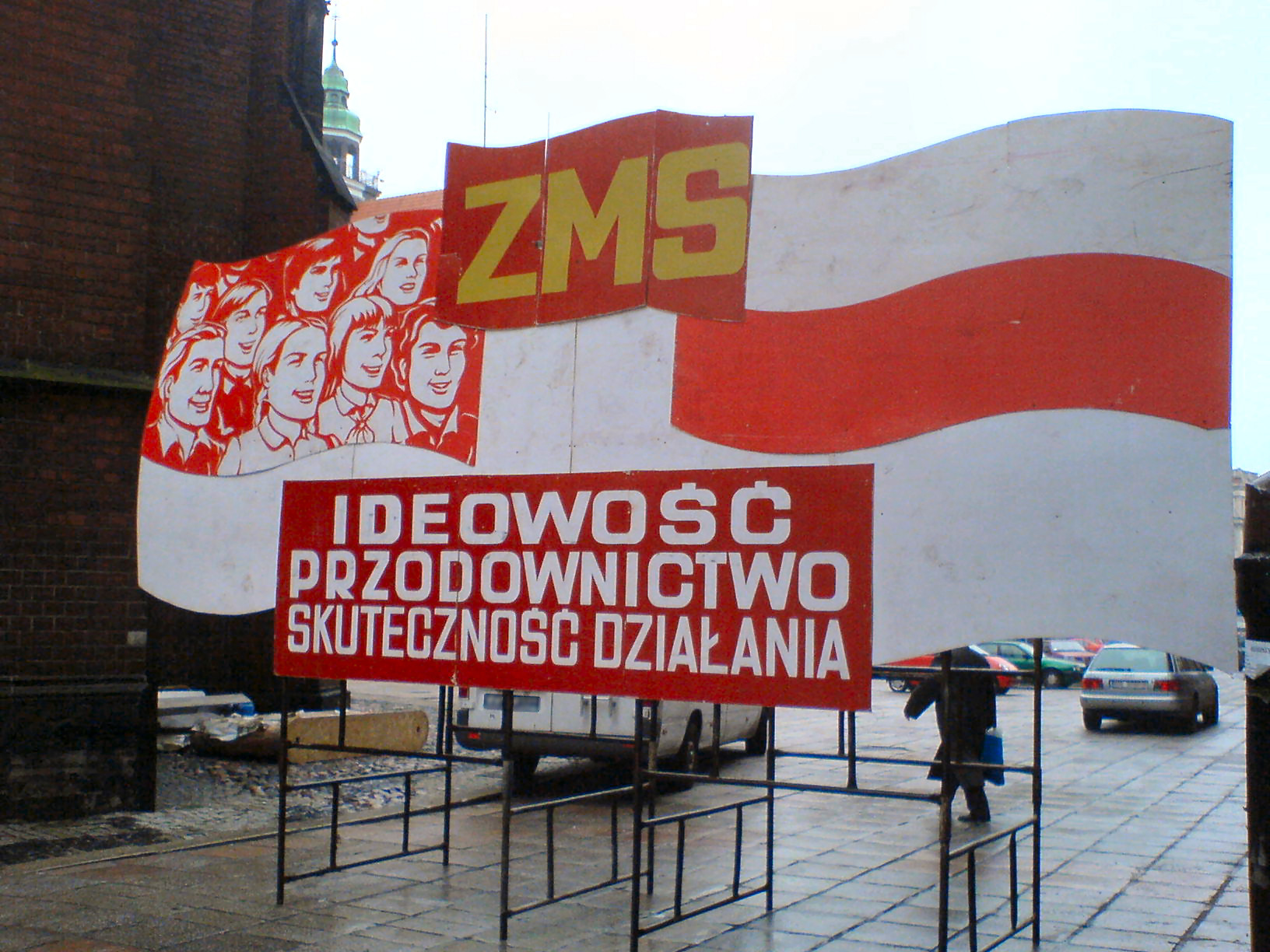
Plan filmu w Legnicy

Mała Moskwa – polski melodramat filmowy z 2008 roku w reżyserii i według scenariusza Waldemara Krzystka, wyprodukowany przez Pawła Rakowskiego. Tematem filmu jest nieszczęśliwa miłość żony radzieckiego pilota wojskowego (Swietłana Chodczenkowa), przebywającej w garnizonie wojsk radzieckich w Legnicy, do młodego polskiego oficera (Lesław Żurek). Mała Moskwa została nagrodzona Złotymi Lwami na Festiwalu Polskich Filmów Fabularnych, zdobyła też pięć statuetek na rozdaniu Polskich Nagród Filmowych.

## Fabuła
Jura Swietłow, były radziecki pilot wojskowy, po ponad trzydziestu latach wraca do Legnicy wraz ze swoją dorosłą córką, by odwiedzić grób swojej żony, Wiery. Podróż ta przywołuje jego wspomnienia z przeszłości.
Czas akcji filmu cofa się do roku 1967, gdy młody Jura zostaje skierowany do służby w szeregach 4 Armii Lotniczej  Północnej Grupy Wojsk Armii Radzieckiej. Miejscem dyslokacji okazuje się dolnośląska Legnica - z powodu zamieszkiwania jej prawie w połowie przez personel i wojsko radzieckie przezywana podówczas Mała Moskwa. Pilot Jura do Legnicy przyjeżdża wraz ze swoją młodą żoną Wierą, którą urzeka Legnica oraz Polska. Wiera wygrywa polsko-radziecki piosenkarski „konkurs przyjaźni”, wykonując pieśń Grande Valse Brillante. Wtedy poznaje polskiego oficera i muzyka Michała. Wiera, pomimo że jej życie kontrolowane jest przez władze radzieckie, zakochuje się w Michale i spotyka się z nim po kryjomu.
Następnie akcja filmu przenosi się do roku 1968, gdy rozpoczyna się inwazja wojsk Układu Warszawskiego na Czechosłowację. Władze radzieckie w Legnicy wprowadzają wojenne regulaminy i prawa. Podczas gdy Jura wykonuje loty bojowe nad Pragę, Wiera rodzi dziecko z ukrywanego związku z Michałem, zamierza wziąć ślub z polskim oficerem i oficjalnie wystąpić o polskie obywatelstwo. Gdy dowiadują się o tym wojskowe władze radzieckie, Jura dostaje rozkaz natychmiastowego powrotu z rodziną do Związku Radzieckiego. Długo nieznane jest miejsce ukrywania się Wiery, w końcu jednak na drzewie w parku odnalezione zostaje jej ciało. Wedle oficjalnej wersji wydarzeń, przedstawionej przez władze komunistyczne, miała popełnić samobójstwo.
Akcja filmu przenosi się z powrotem do współczesności, gdy Jura oraz jego dorosła córka przemierzają opuszczone placówki „małej Moskwy”. Wyrachowana córka Wiery przeżywa ostatecznie wstrząs, kiedy spotyka się ze swoim prawdziwym ojcem, Michałem.

## Obsada
- Swietłana Chodczenkowa – Wiera Swietłowa/Wiera, córka Wiery
- Lesław Żurek – porucznik Michał Janicki
- Dmitrij Uljanow – Jura Swietłow, mąż Wiery
- Elena Leszczyńska – Nane
- Artiom Tkaczenko – Sajat, mąż Nane
- Jurij Ickow – oficer polityczny
- Aleksiej Gorbunow – major KGB
- Andrzej Grabowski – kapitan Wolniewicz
- Teresa Sawicka – Janicka, matka Michała
- Krzysztof Dracz – sekretarz PZPR
- Przemysław Bluszcz – handlarz Jan Bala
- Agata Meilute – pielęgniarka Aleksandra Matwiejewna Gorczikowa
- Weronika Książkiewicz – dziewczyna na cmentarzu
- Bartosz Kopeć – pilot, kolega Jury Swietłowa
- Edwin Petrykat – Plock, browarnik
- Anita Poddębniak – sprzątaczka w sali prób
- Janusz Chabior – porucznik WSW Szczerba
- Krzysztof Kuliński – oficer
- Marzena Kipiel-Sztuka – mieszkanka Legnicy

## Produkcja

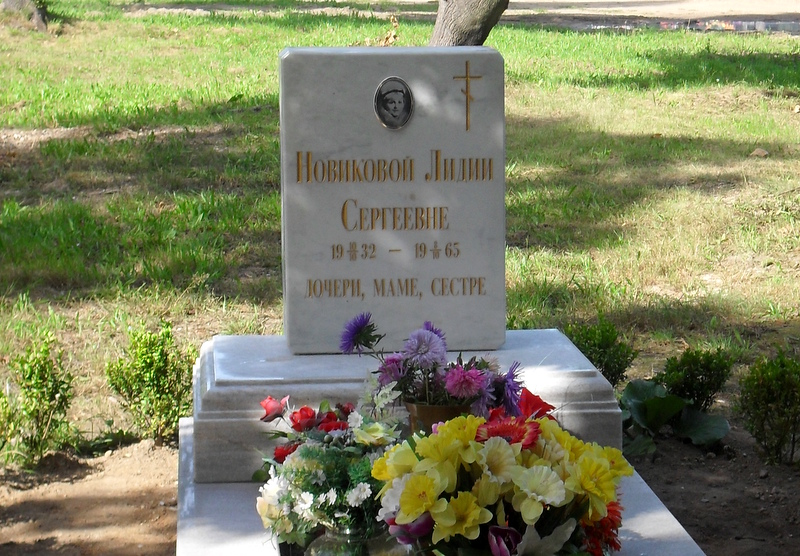
Grób Lidii Nowikowej na Cmentarzu Komunalnym w Legnicy przy ul. Wrocławskiej w kwaterze 4C

Mała Moskwa została wyprodukowana przez studio Skorpion Art pod kierownictwem Pawła Rakowskiego, we współpracy ze spółkami Banana Split Polska i Telewizją Polską – Agencją Filmową. Pierwowzorem postaci Wiery Swietłowej była Lidia Nowikowa, która przyjechała do Polski z mężem – żołnierzem Armii Radzieckiej. Popełniła samobójstwo 8 października 1965 roku w wyniku nieszczęśliwej miłości do polskiego podoficera. W odróżnieniu od swej filmowej odpowiedniczki, Nowikowa miała nie córkę, lecz dwóch synów.
Autorem scenariusza, który powstał na podstawie prawdziwych wydarzeń, jest Waldemar Krzystek, który również wyreżyserował film. W wywiadzie dla „Kina” Krzystek twierdził, że Mała Moskwa jest „pytaniem o to, jakie prawo ma ustrój, ideologia do decydowania o życiu człowieka”. Cytując słowa Wajdy, iż „trzeba robić takie filmy, których nikt inny za nas nie zrobi”, Krzystek podkreślał, że historia opowiedziana w Małej Moskwie wzięła się z osobistych doświadczeń: „wychowałem się dwieście metrów od radzieckiego osiedla w Legnicy”.
Podwójną rolę Wiery oraz jej córki w Małej Moskwie otrzymała Swietłana Chodczenkowa, która wygrała casting przeprowadzony przez Krzystka w Rosji. Jak twierdziła Chodczenkowa, „spodobała mi się historia tych dwóch kobiet. Kusiło mnie też zagranie dwóch tak różnych ról”. Na potrzeby roli Wiery Chodczenkowa musiała nauczyć się gry oraz śpiewu zarówno w języku rosyjskim, jak i polskim, przy czym najważniejszym momentem współpracy aktorki z Krzystkiem było wykonanie przez Chodczenkową pieśni „Grande Valse Brillante” Ewy Demarczyk .
Film kręcono od sierpnia do listopada 2007 w Legnicy (na dworcu PKP, w Parku Miejskim, na Rynku, w Teatrze im. Heleny Modrzejewskiej, w Lasku Złotoryjskim) i we Wrocławiu (ul. Świątnicka, Katowicka, Urząd Wojewódzki, Aula Uniwersytetu Wrocławskiego). Prapremiera Małej Moskwy odbyła się 17 września 2008 w Legnicy.

## Odbiór
Mała Moskwa w chwili premiery na Festiwalu Polskich Filmów Fabularnych wzbudziła spore kontrowersje. Tomasz Raczek wyrażał się niepochlebnie o filmie Krzystka, krytykując ów utwór za uproszczoną „sytuację polityczną, obraz armii, historyczną relację z interwencji wojsk RWPG w Czechosłowacji, wreszcie uczucie”. Raczek twierdził, że „jeśli ten film ma być najlepszym polskim filmem ostatniego roku, to podtrzymuję moją wcześniejszą opinię, że nie widzę powodów do odtrąbienia końca kryzysu w tej dziedzinie” . Tadeusz Sobolewski z „Gazety Wyborczej” uznał Małą Moskwę za przykład filmowego kiczu, dopowiadając ironicznie: „W Małej Moskwie Polacy zachowują się wobec Rosjan tak dumnie, jakby już należeli do NATO [...]. Znamienne, że Polska w tym filmie jest stroną męską – niedoszły rosyjski kosmonauta jest bezpłodny” .
Dla odmiany Bożena Janicka z „Kina” chwaliła Małą Moskwę za „przenikliwość” w portretowaniu rosyjskich bohaterów, przede wszystkim zaś za „precyzję scenariusza, płynność narracji, autentyzm obrazu rekonstruowanej rzeczywistości, znakomite i świetnie zagrane postacie”. Również Agnieszka Tambor doceniła film za wiarygodne ukazanie wątku małżeńskiego: „Jest to uczucie dojrzałe, może momentami nazbyt spokojne i uładzone, ale zdecydowanie bardziej przekonujące w swojej prostocie. Jura kocha swoją żonę bezwarunkowo, jest w stanie wybaczyć jej wszystko i w końcu to on po śmierci Wiery staje się prawdziwym, kochającym ojcem dla córki swojej żony i obcego mężczyzny”. Łukasz Maciejewski w felietonie dla portalu Filmweb zauważał, że Mała Moskwa: „to melodramat w starym stylu, który pamiętamy zwłaszcza ze łzawych, wspaniałych klasyków kina radzieckiego, żeby wspomnieć Lecą żurawie. Być może takie kino jest dzisiaj trochę passé, ale musimy pamiętać o tym, że w Polsce Mała Moskwa ma niewiele udanych poprzedników” . Janusz Wróblewski z „Polityki” chwalił reżysera, „że decydując się na realizację staroświeckiego melodramatu w stylu Doktora Żywago zaprzeczył popularnemu w świecie stereotypowi Polaka rusofoba” .
Ewa Mazierska w analizie Małej Moskwy zauważyła, że w filmie Krzystka „praktycznie wszyscy zwykli ludzie, w tym żołnierze rosyjscy stacjonujący w Polsce, są ofiarami bolszewizmu”. Ów sympatyczny stosunek do zwykłych Rosjan wynikał zdaniem Mazierskiej z wymogów polsko-rosyjskiej koprodukcji. Podążając tropem Sobolewskiego, Natasza Korczarowska-Różycka pisała, że w Małej Moskwie „granica dzieląca swoich od obcych została [...] wyraźnie upłciowiona i useksualniona: to, co narodowe i swojskie, wiąże się z heroizmem, męskością i płodnością, która jest znakiem siły i władzy, obcość natomiast wyrażona zostaje poprzez bezpłodność i bierność”.

## Nagrody
| Rok  | Festiwal/organizator                      | Nagroda                                    | Odbiorca                                         |
| ---- | ----------------------------------------- | ------------------------------------------ | ------------------------------------------------ |
| 2008 | Festiwal Polskich Filmów Fabularnych      | Złote Lwy dla najlepszego filmu            | Mała Moskwa                                      |
| 2008 | Festiwal Polskich Filmów Fabularnych      | Nagroda za główną rolę kobiecą             | Swietłana Chodczenkowa                           |
| 2008 | Festiwal Polskich Filmów Fabularnych      | Nagroda Rady Programowej TVP               | Mała Moskwa                                      |
| 2008 | Festiwal Polskich Filmów Fabularnych      | Nagroda Prezesa Zarządu Telewizji Polskiej | Mała Moskwa                                      |
| 2009 | Polska Akademia Filmowa                   | Orzeł za najlepszy scenariusz              | Waldemar Krzystek                                |
| 2009 | Polska Akademia Filmowa                   | Orzeł za najlepszą scenografię             | Tadeusz Kosarewicz                               |
| 2009 | Polska Akademia Filmowa                   | Orzeł za najlepsze kostiumy                | Małgorzata Zacharska                             |
| 2009 | Polska Akademia Filmowa                   | Orzeł za najlepszy dźwięk                  | Piotr Knop Michał Kosterkiewicz Wacław Pilkowski |
| 2009 | Polska Akademia Filmowa                   | Orzeł za odkrycie roku                     | Elena Leszczyńska                                |
| 2009 | Tarnowska Nagroda Filmowa                 | Nagroda Publiczności                       | Mała Moskwa                                      |
| 2009 | Międzynarodowy Festiwal Filmowy w Moskwie | Nagroda Publiczności                       | Mała Moskwa                                      |
| 2009 | Festiwal Filmu Polskiego w Ameryce        | Nagroda Miasta Chicago                     | Mała Moskwa                                      |